# Кепяк
Кепяк e музикален перкусионен инструмент от групата на металните идиофони.
Кепякът се състои от бронзови пластини, закрепени да висят на струна. Изпълнителят свири както с ръце, така и с крака на този инструмент. Характерен е за перкусионните оркестри гамелан.
Звукът му лесно може да бъде разпознат, когато завършва музикална фраза. Използва се и за отбелязване на смяна в темпото и край на произведението.